# توكابينانا وتوكروفو
تو کابينانا وتو کروفو (بالإنجليزية: To- Kabinana & Kruvu)‏ أول إنسانين في أساطير ميلانيزيا، خلقهما الإله الخالق الذي لا اسم له.

## الأسطورة
ذات يوم سوى الإله الخالق شخصيتين من الرجال، ثم غمس فيهما دمه، وبث فيهما الحياة. وكان ينظر إلى تو۔ کابينانا على أنه خالق الأشياء الجميلة. أما شقيقه تو- کروفو فهو المسئول عن أي اضطراب يحدث في العالم، وخلق تو- کابينانا النساء الجميلات عندما أسقط حبتين من البندق على الأرض وعندما كرر شقيقه العمل نفسه، ظهرت نساء بأنوف غليظة، لأن البندق سقط في غير موضعه الصحيح. وتقول الأسطورة إن تو- کابینانا هو الذي خلق السماء من صور خشبية. وعندما کرر شقيقه المحاولة فإنه خلق سمك القرش.

### أساطير بولينيزية
- أتيا وبابا
- حوميتي كيتيكي
- في إي (ميثولوجيا)
- فيفارنجو
- هوميا (ميثولوجيا)
- ماراما (ميثولوجيا)
- ماكي (ميثولوجيا)
- موي (ميثولوجيا)

### أساطير ميكرونيزية
- ألولوي (ميثولوجيا)
- كيراتا (ميثولوجيا)
- لؤا (ميثولوجيا)
- لاتيميكيك